# Leptodontium variegatum
Leptodontium variegatum là một loài rêu trong họ Pottiaceae. Loài này được Herzog mô tả khoa học đầu tiên năm 1924.